# Grimmia nutans
Grimmia nutans là một loài Rêu trong họ Grimmiaceae. Loài này được Bruch mô tả khoa học đầu tiên năm 1829.